# Juliette Danielle
Juliette Danielle Worden (8 de dezembro de 1980) é uma atriz americana mais conhecida por interpretar Lisa, a noiva do banqueiro Johnny no filme de 2003 The Room.

## Carreira

### The Room
Danielle foi a protagonista feminina no filme cult de Tommy Wiseau, The Room, no qual ela interpreta a intrigante noiva do protagonista Johnny (Wiseau), Lisa, embora ela tenha sido originalmente escalada para o papel coadjuvante de Michelle.
Sua frase favorita no filme é "Deixe seus comentários idiotas no bolso".
Uma de suas cenas mais notáveis é durante uma conversa com a personagem Michelle, quando uma protuberância pronunciada em seu pescoço aparece várias vezes sob seu top vermelho. Essa cena em particular foi focada em comentários e visualizações do público. Danielle ficou intrigado com o fenômeno, dizendo: "Posso apenas dizer que passei horas na frente do espelho tentando reproduzir isso de propósito? Não tenho ideia do que estava acontecendo".

### Voltar a atuar
Em 2012, Danielle voltou a atuar e apareceu em Dead Kansas, Ghost Shark 2: Urban Jaws e Till Morning.

## Vida pessoal
Danielle passou a maior parte de sua vida em Sugar Land, Texas, um subúrbio de Houston.

## Retrato emThe Disaster Artist
O filme de 2017, The Disaster Artist, estrelado por James Franco, dramatiza os eventos em torno da realização de The Room. Danielle é interpretada pela atriz Ari Graynor, embora Britney Spears tenha sido brevemente considerada para o papel.

## Filmografia
| Ano  | Filme                         | Papel                  |
| ---- | ----------------------------- | ---------------------- |
| 2002 | Tempus Fugit (curta-metragem) | Estudante de faculdade |
| 2003 | The Room                      | Lisa                   |
| 2013 | Dead Kansas                   | Rebecca                |
| 2013 | Till Morning (curta-metragem) | Evie                   |
| 2015 | Ghost Shark 2: Urban Jaws     | Elsie Gray             |
| 2018 | Texas Cotton                  | Trabalhadora           |